# Maria (Québec)
Maria ist eine Gemeinde (municipalité) in der MRC Avignon im Südosten des kanadischen Québec.
Sie liegt 580 km nordöstlich der Provinzhauptstadt Québec an der Südküste der Halbinsel Gaspésie nahe der Mündung des Flüsschens Rivière Verte in die Baie des Chaleurs.
Die Einwohnerzahl betrug beim Zensus 2016 2615. Die Gemeindefläche umfasst 95,09 km².

## Persönlichkeiten
- Noël Audet (1938–2005), Schriftsteller und Hochschullehrer